# Johann Georg Albrechtsberger

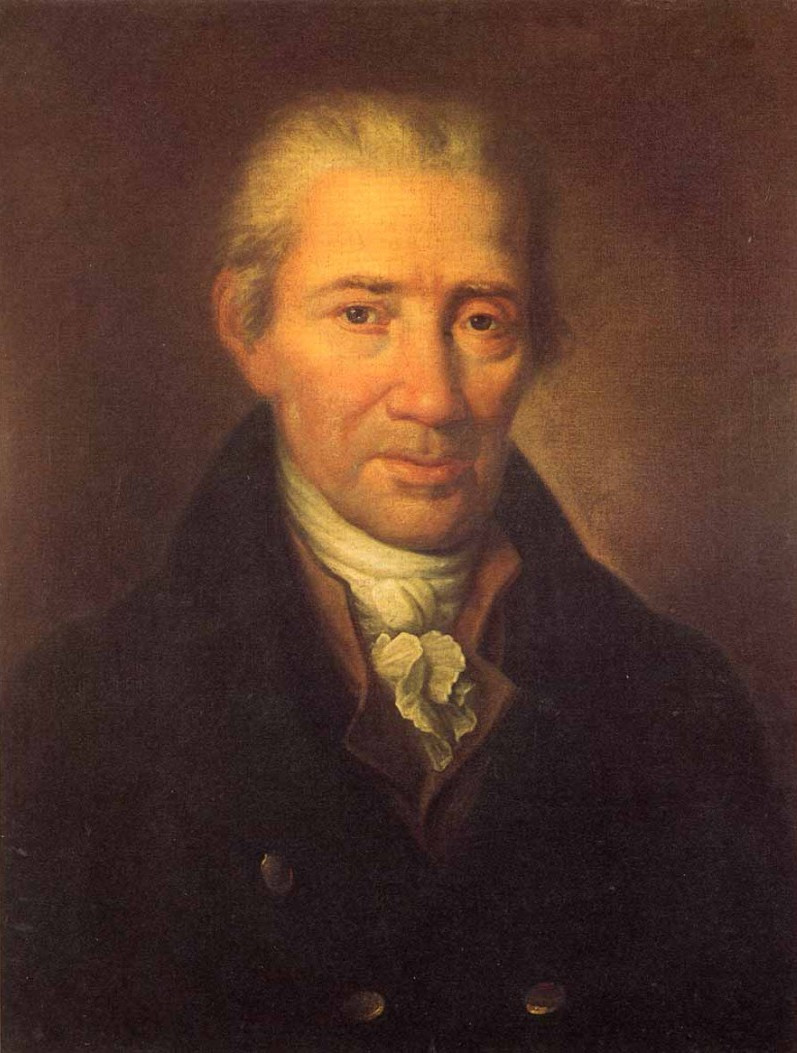
Johann Georg Albrechtsberger, Porträt von Leopold Kupelwieser

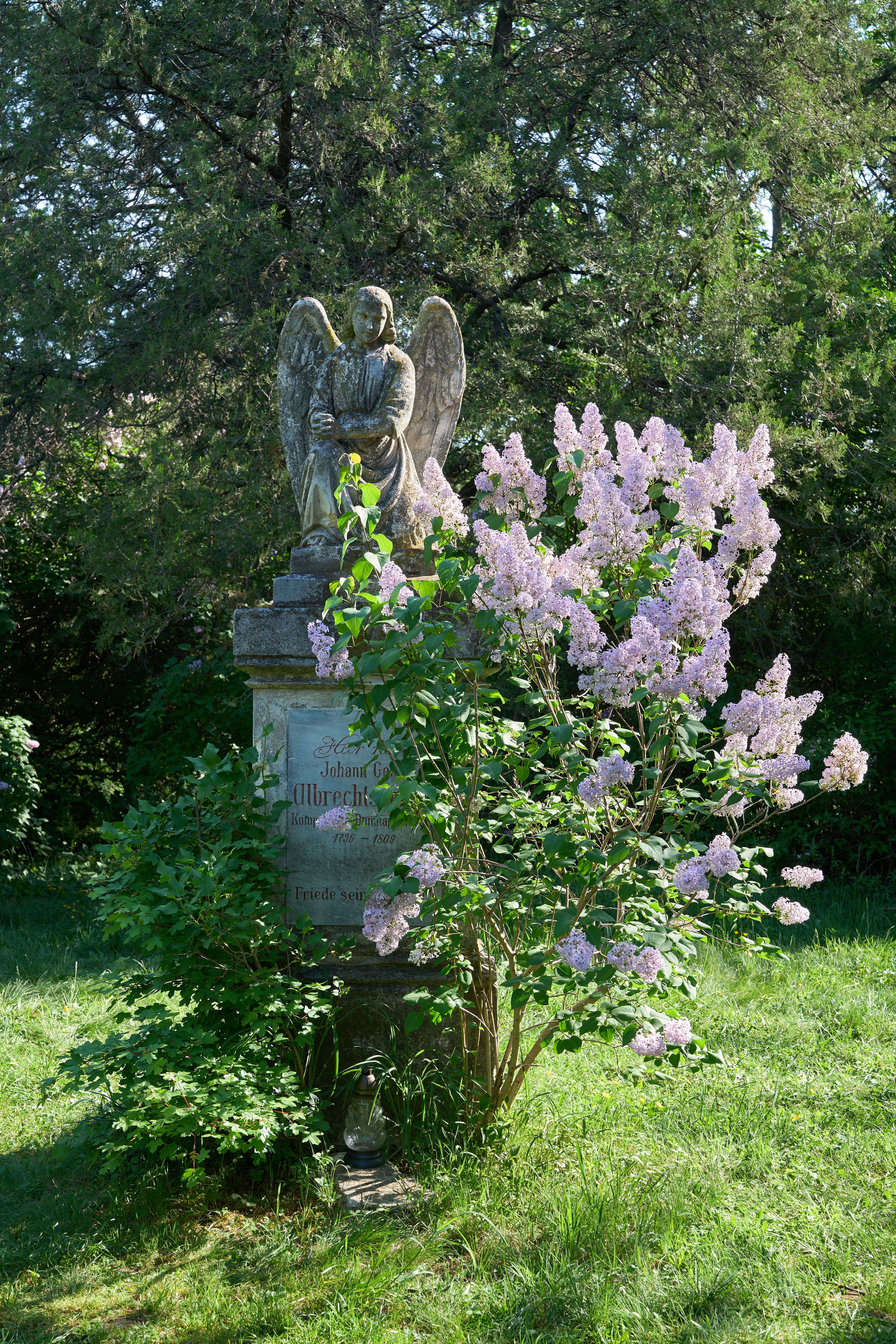
Grab von Johann Georg Albrechtsberger auf dem Sankt Marxer Friedhof

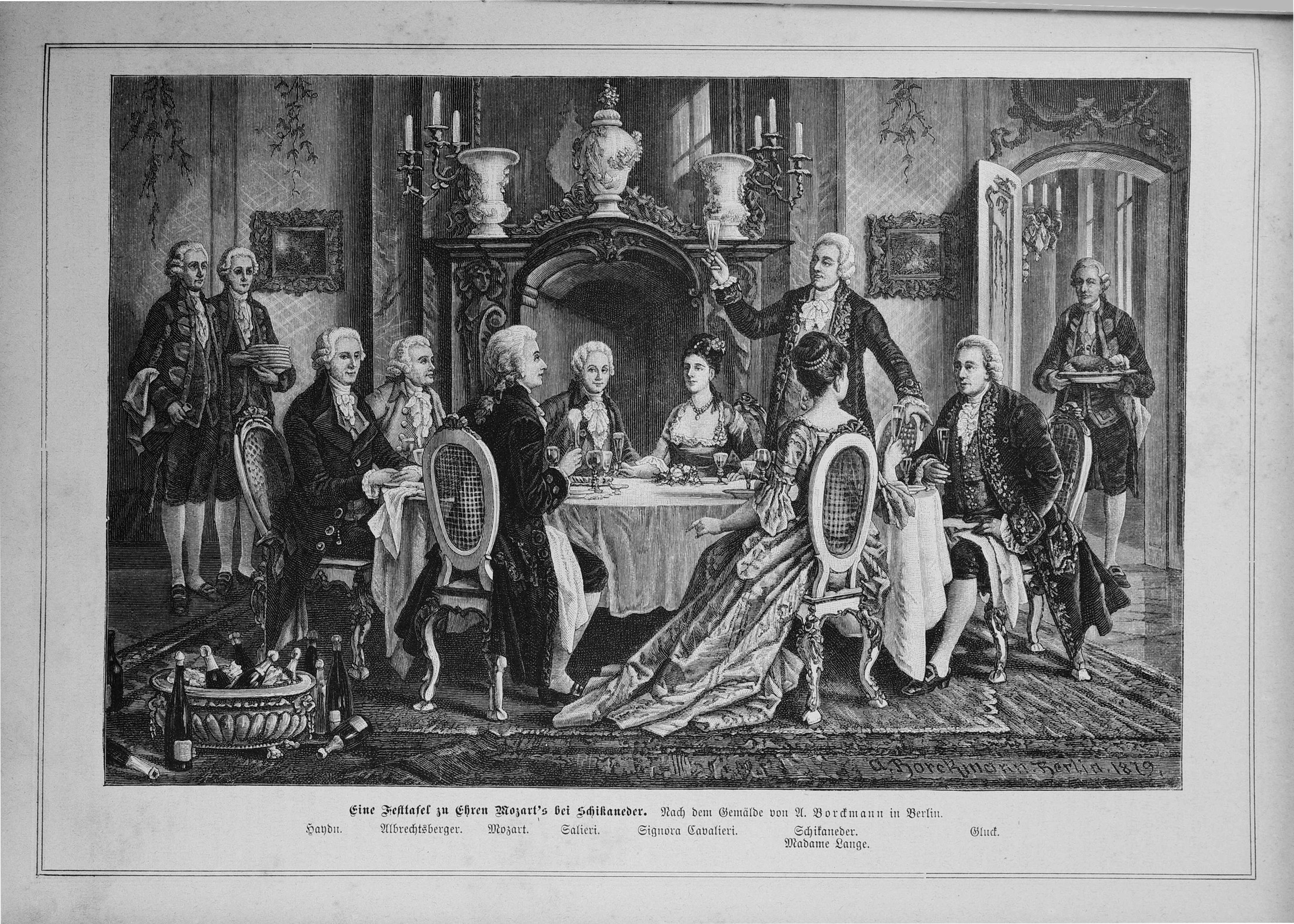
Eine Festtafel zu Ehren Mozarts bei Schikaneder (Haydn, Albrechtsberger, Mozart, Antonio Salieri, Caterina Cavalieri, Schikaneder, Aloisia Lange, Gluck) – Die Gartenlaube (1880)

Johann Georg Albrechtsberger (* 3. Februar 1736 in Klosterneuburg, Niederösterreich; † 7. März 1809 in Wien) war ein österreichischer Musiktheoretiker, Komponist und vor allem gelehrter Kontrapunktist.

## Leben
Johann Georg Albrechtsberger war der jüngere Bruder des Komponisten Anton Johann Albrechtsberger (1729–um 1800). Sein Vater war Landwirt und Fuhrwerker. Mit sieben Jahren wurde Johann Georg Sängerknabe im Stift Klosterneuburg, lernte Orgel und die Anfangsgründe der Musiktheorie. Mit 13 Jahren kam er 1749 als Chorknabe an das Stiftsgymnasium Melk. Im Jahr 1753 ging er nach Wien, um dort am Jesuitenseminar Philosophie zu studieren. Dort schloss er Freundschaft mit Michael Haydn, über den er auch dessen Bruder Joseph Haydn kennen lernte.
In den Jahren 1755 bis 1757 studierte Albrechtsberger bei den Jesuiten in Raab (Győr) und wirkte dort auch als Organist. Anschließend berief man ihn für zwei Jahre in gleicher Funktion an die Wallfahrtskirche Maria Taferl. Im Jahr 1759 kehrte er als Organist nach Melk zurück. 1766 musste er nach einem Zwischenfall Melk verlassen, war wieder in Raab und ab 1768 als Organist und Orgelbauer in Wien. Im Jahr 1770 wurde er Organist bei St. Stephan und 1771 Regenschori der Karmeliterkirche. 1772 berief ihn Kaiser Joseph II. als 2. Hoforganisten zu sich nach Wien.
Am 9. Mai 1791 wurde Wolfgang Amadeus Mozart unentgeltlich als Adjunkt des Domkapellmeisters Leopold Hofmann angestellt. In seinen letzten Lebensmonaten wünschte sich Mozart († 5. Dezember 1791) Albrechtsberger als Nachfolger zum Kapellmeister-Adjunkt am Stephansdom. Nach dem Tod von Leopold Hofmann im Jahr 1793 übernahm Albrechtsberger auch dessen Amt als Domkapellmeister. Diese Stellung hatte er bis zu seinem Tod inne.
Albrechtsberger war verheiratet mit Rosalia Weiss, der Tochter des Eggenburger Bildhauers Bernhard Weiss, mit der er 15 Kinder hatte, von denen aber nur sechs ihren Vater überlebten. Er wurde auf dem Sankt Marxer Friedhof in Wien in einem Schachtgrab beigesetzt. Im Jahr 1894 wurde in Wien-Meidling (12. Bezirk) die Albrechtsbergergasse nach ihm benannt.

### Bedeutung
In Wien hatte Albrechtsberger zahlreiche Schüler, darunter u. a. Carl Czerny, Joseph Leopold von Eybler, Johann Nepomuk Hummel, Conradin Kreutzer, Ignaz Moscheles, Franz Xaver Mozart, Johann Peter Pixis, Ferdinand Ries, Katharina von Mosel und Ignaz von Seyfried. Sein berühmtester Schüler allerdings war Ludwig van Beethoven, über den Albrechtsberger gesagt haben soll: „[Er wird] … nie was Ordentliches machen.“
Das kompositorische Werk Albrechtsbergers umfasst 279 Kirchenkompositionen, 278 Werke für Tasteninstrumente, 193 weltliche instrumentale Werke, u. a. auch sieben Konzerte für Maultrommel, Mandora und Streichorchester. Albrechtsberger schrieb auch Kammermusik für das private Musizieren der kaiserlichen Familie – Joseph II. spielte Violoncello und liebte Fugen. Es wurde jedoch nur ein kleiner Teil seiner Kompositionen gedruckt; der Großteil seines Werkes liegt in Manuskripten bei der Wiener Gesellschaft der Musikfreunde.

## Werke (Auswahl)

### Schriften
- Gründliche Anweisung zur Composition mit deutlichen und ausführlichen Exempeln, zum Selbstunterrichte, erläutert; und mit einem Anhange: Von der Beschaffenheit und Anwendung aller jetzt üblichen musikalischen Instrumente. Breitkopf, Leipzig 1790
- Kurzgefaßte Methode den Generalbaß zu erlernen. Artaria, Wien (1792); loc.gov

### Kompositionen
Klavier- und Orgelwerke
- Fuge für Klavier op. 17, 5
- 8 kleine Präludien für Orgel
- 5 Präludien für Orgel
- Präludium und Fuge für Orgel zu vier Händen
- „Fuga in G.mol“ über das Thema B-A-C-H[5]
- Fuge in C[6]
- Fuge in G über das Thema Komm Heiliger Geist mit deiner Gnad[7]
- Fuge in d über das Thema Christus ist erstanden[8]

Kammermusikalische Werke und Instrumentalkonzerte
- Drei Concertinos für Trombula und Mandora mit Streichern (um 1765, veröffentlicht 1769, 1770 und 1771)[9]
- Vier Concertinos für Harfe und Orchester (1772)
- Harfenkonzert C-Dur (1773)
- Sinfonia in C-Dur und F-Dur (1768), D-Dur (1772)
- Streichtrios op. 9, 1–3
- Quartette op. 16, 4
- Duo in C-Dur für Viola und Violoncello
- Partita in C per flauto, arpa e basso
- Divertimento in D-Dur für zwei Violen und Kontrabass
- Partita in D-Dur für Flöte, Viola d’amore und Kontrabass
- Concerto für Altposaune und Streicher

Chorwerke (Kirchenmusik)
- Oratorium de Passione Domini (1762)
- Missa Sancti Josephi in Es-Dur
- Missa pro hebdomada sancta in F-Dur
- Missa in D (1783)
- Missa in C „Krönungsmesse“ (1792)
- Missa Assumptionis Beatae Mariae Virginis (1802)
- Ave regina coelorum
- De profundis clamavi, Motette (SATB)
- Magnificat anima mea Dominum
- Tenebrae factae sunt